# Lagarfoss
Der Lagarfoss ist ein Wasserfall des Lagarfljót im Osten von Island.
Er liegt 27 km nördlich von Egilsstaðir am Lagarfossvegur . Das ist die Verbindungsstraße zwischen dem Hróarstungavegur  und dem Borgarfjarðarvegur  nach Bakkagerði. Auf einer Länge von 500 Metern strömt das Wasser eher wie bei einer Stromschnelle um 10 m flussabwärts. 

## Lagarfossvirkjun
Im Jahr 1974 wurde hier ein Wasserkraftwerk mit einer installierten Leistung von 8 MW errichtet. Es dient zur lokalen Energieversorgung. Weil das Wasser vor dem Wasserfall in das Kraftwerk umgeleite wird, war der Wasserfall oft verschwunden. Das Kraftwerk wurde 2007 um 20 MW erweitert. Seit der Inbetriebnahme des Kárahnjúkar-Kraftwerks im Jahr 2007, bei dem zusätzliches Wasser aus dem Fluss Jökulsá á Brú in den Lagarfljót geleitet wird, ist der Wasserfall häufiger wieder vorhanden.